# Alcis leucophaea
Alcis leucophaea là một loài bướm đêm trong họ Geometridae.